# Die Krupps
Die Krupps [di ˈkʀʊps] er et tysk industrial rock/EBM band, dannet i 1980 af Jürgen Engler og Bernward Malaka i Düsseldorf. Opkaldt efter stålkoncernen Krupp AG der er indbegrebet af Heavy Metal (på den industrielle måde).

## Historie
Deres oprindelige lyd gennem 1980'erne kombinerede synthesizere med metallisk slagtøj. Die Krupps var nøglen i hele Europas progression af Electronic Body Music kulminerede med samarbejdet i 1989 med det britiske band Nitzer Ebb om en genudgivelse af Wahrer Lohn / Wahre Arbeit. I 1992 begyndte de at udnytte guitarer og flere lyde stammende fra heavy metal musik, med udgivelsen af deres album I (som i tallet et). Det var et banebrydende skridt, der førte til en række andre bands hjælp til det elektroniske / metal combo; som en skabelon i overensstemmelse med en dybere industriel lyd. Bandet fortsatte i den retning gennem 1990'erne, frigav II (nummer to, med en dækning stærkt påvirket af Deep Purples Machine Head). En mere eksperimenterende og tænksom III fulgte i 1995. Efter udgivelsen af det stærkt metal-påvirkede album Paradise Now i, 1997 blev bandet opløst.
Et af de mere berømte udgivelser er EP’en Tribute To Metallica, hvor de indspillede covernumre af Metallicas sange på deres varemærke – tung elektronisk synthesizer-stil.
Jürgen Engler annoncerede senere grundlæggelsen af et nyt projekt DKay.com (udtales som "decay dot KOM") og udgav 2 album i 2000 og 2002.
Ralf Dörper grundlagde bandet Propaganda i 1982, efter at have forladt Die Krupps. I 1989 vendte han tilbage til Die Krupps.
Die Krupps fejrede deres 25-års jubilæum med optrædener ved nogle store europæiske festivaler samt solo-optrædener i 2005 og 2006.
Bandets navn kommer fra Krupp-dynastiet, en af førkrigs-Tysklands vigtigste industrielle familier. Bandet er aktivt anti-nazistisk og kan have valgt dette navn for at fremhæve den rolle, som Krupp havde med at bevæbne nazisterne under Anden Verdenskrig.
I nogle interviews udtalte bandet, at Visconti i 1969 filmen The Damned – en skildring af det fiktive tyske industrikoncernsdynasti af Essenbecks – var den primære inspiration.
I efteråret 2007 blev deres opsamlingsalbum udgivet for at fejre 25-årsdagen for Die Krupps: "Too Much Historie – Electro Years Vol. 1" og "Too Much Historie – Metal Years Vol. 2", begge i digipakken format. Det ene album er en showcaseudgave af bandets electroside, og det andet album er en showcaseudgave af bandets metalside. Begge album blev kombineret i en 2-disc "Too Much History".
Die Krupps genudgav to af deres tidligere album "Volle Kraft Voraus" og "I" i august 2008.
Bandet har sidenhed genstiftedes og udgivet flere albums.

## Medlemmer
- Jürgen Engler – Vokal
- Ralf Dörper – Synthesizer
- Marcel Zürcher – Guitar
- Rüdiger Esch – Bas
- Achim Faerber – Trommer

### Tidligere medlemmer
- Bernward Malaka – Bas
- Frank Köllges – Trommer
- Eva Gößling – Saxofon
- Christina Schnekenburger – Keyboard
- Walter Jaeger – ?
- Christopher Lietz – Programmering, sampler
- Lee Altus – Guitar
- Darren Minter – Trommer
- George Lewis – Trommer

## Diskografi

### Album
- Stahlwerksymphonie (1981)
- Volle Kraft Voraus! (1982)
- Entering the Arena (1985)
- I (1992)
- II: The Final Option (1993)
- The Final Remixes (1994)
- III: Odyssey of the Mind (1995)
- Paradise Now (1997)
- Volle Kraft Voraus! Re-release (2008)
- I Re-release (2008)
- The Machinists of Joy (2013)
- V - Metal Machine Music (2015)

### Singler og EP'er
- Wahre Arbeit, Wahrer Lohn (1981)
- Goldfinger (1982)
- Machineries of Joy (1989)
- Germaniac (1990)
- Metal Machine Music (1992)
- The Power (1992)
- Tribute to Metallica (1992)
- Fatherland (1993)
- To the Hilt (1994)
- Crossfire (1994)
- Bloodsuckers (1994)
- Isolation (1995)
- Scent (1995)
- Remix Wars Strike 2: Die Krupps vs. Front Line Assembly (1996)
- Fire (1997)
- Rise Up (1997)
- Black Beauty White Heat (1997)
- Paradise now (1997)
- Wahre Arbeit, Wahrer Lohn (2005)
- Volle Kraft Null Acht (2009)

### Antologier
- Metall Maschinen Musik 91-81 Past Forward (1991)
- Rings of Steel (1995)
- Metalmorphosis of Die Krupps (1997)
- Foundation (1997)
- Too Much History. The Electro Years (Vol. 1) (2007)
- Too Much History. The Metal Years (Vol. 2) (2007)
- Too Much History. Limited edition double CD set (2007)